# School Rumble
School Rumble (スクールランブル, Sukūru Ranburu) is een Japanse mangaserie van mangaka Jin Kobayashi. De serie verscheen van 2002 tot 2008 in het tijdschrift Weekly Shonen Magazine.
Het succes van de serie leidde tot een animeserie van 26 afleveringen, een original video animation (OVA) van drie seizoenen, twee light novels, drie computerspellen en vier hintboeken.

## Plot
School Rumble is een romantische komedie die zich afspeelt op een middelbare school en draait om de liefdesdriehoek tussen de twee protagonisten, Tenma Tsukamoto en Ohji Karasuma, en een van hun klasgenoten, Kenji Harima.

## Hoofdpersonages
- Tenma Tsukamoto, de 16-jarige hoofdpersoon
- Ohji Karasuma, totaal onwetend dat hij Tenma's grote liefde is
- Kenji Harima, zonnebril dragende pestkop van de klas, maar stapelverliefd op Tenma
- Yakumo Tsukamoto, de jongere zus van Tenma, kan gedachten lezen van mensen die ze leuk vindt
- Eri Sawachika, het mooiste meisje van de klas, krijgt langzaam gevoelens voor Kenji
- Mikoto Suou, zelfverzekerd en verliefd op de leraar
- Akira Takano, athletisch type en draagt graag dierenkostuums
- Itoko Osakabe, docent van de klas en neef van Kenji

## Varia
Naast de naam van het hoofdpersonage zijn Tenma en Tsukamoto ook de namen van treinstations in de omgeving van Osaka.